# Jaime Ongpin
Jaime "Jimmy" V. Ongpin (Manilla, 15 juni 1938 - 7 december 1987) was een Filipijns zakenman en minister. Hij was een uitgesproken criticus van president Ferdinand Marcos en minister van Financiën in het kabinet van diens opvolger Corazon Aquino.

## Biografie
Jaime Ongpin werd geboren op 15 juni 1938 in de Filipijnse hoofdstad Manilla. Hij was de jongere broer van Roberto Ongpin, de latere minister van Handel en Industrie in het kabinet van Ferdinand Marcos. Hij studeerde aan de Ateneo de Manila University, waar hij in 1958 zijn diploma behaalde. Daarna studeerde hij verder aan Harvard in de Verenigde Staten. In 1962 behaalde hij er zijn Master-diploma Bedrijfskunde.
Hij begon zijn carrière als marketingmanager van de Filipijnse dochter van Proctor and Gamble. Na het behalen van zijn Harvard-diploma ging hij werken bij de Benguet Corporation, een van de grootste mijnbouwbedrijven van de Filipijnen. In 1974 werd Ongpin benoemd tot CEO van het bedrijf. Begin jaren 80 liet hij zich bijzonder kritisch uit over de zittende president Ferdinand Marcos en begon hij zich bovendien actief in te zetten Corazon Aquino, de weduwe van de vermoorde oppositieleider Benigno Aquino jr., die werd gezien als een geschikte kandidaat voor de opvolging van Marcos. Omdat de Benguet Coorporation in handen was van Marcos, was dit voor Ongping niet zonder risico's. Hij was in die tijd een actief lid van de Makati Business Club en hij zette zich in een tijd dat Marcos de pers volledig onder controle had in voor de promotie van alternatieve onderzoeksjournalistiek.
Na de val van Marcos door de EDSA-revolutie in februari 1986 werd Ongpin door Aquino benoemd als minister van Financiën. Als minister maakte hij zich niet geliefd door zijn controversiële economische beleid en zijn weigering om compromissen te sluiten met betrekking tot de afbetaling van de internationale schuld van de Filipijnen. Na een militaire couppoging onder leiding van Gregorio Honasan in 1987 zag Aquino zich gedwongen tot een aanpassing van haar kabinet, om tegemoet te komen aan het groeiende verzet van rechtse critici en grote delen van het Filipijnse leger. Op 16 september 1987 werd Ongpin ontslagen.
Enkele maanden later, op 8 december 1987, werd Ongpin dood aangetroffen met een kogelwond in zijn rechterslaap en een pistool in zijn rechterhand. Hoewel sommigen daaraan twijfelden, werd zelfmoord door de politie genoemd als de officiële doodsoorzaak.
Ter nagedachtenis aan Ongpin werden de Jaime V. Ongpin Awards voor onderzoeksjournalistiek ingesteld. Ongpin was getrouwd met Maria Isabel Garcia en kreeg met haar drie zonen en twee dochters.
- International Standard Name Identifier: 0000 0000 7861 1689
- Library of Congress Control Number: n92038264
- Virtual International Authority File: 79407825
- WorldCat: E39PBJj4vxqJH6DBKmrgpPvGpP